# كوليت نيلسون
كوليت نيلسون (بالإنجليزية: Colette Nelson)‏ هي ممثلة أمريكية، ولدت في 5 أبريل 1974 في ساوثفيلد في الولايات المتحدة.

## وصلات خارجية
- الموقع الرسمي
- كوليت نيلسون على موقع IMDb (الإنجليزية)